# Nebulosa Saturno
A Nebulosa Saturno (NGC 7009) é uma nebulosa planetária na constelação de Aquário, situada um grau a oeste de ν Aquarii. O nome de Nebulosa Saturno é devido à sua aparência semelhante ao planeta Saturno, com os seus anéis, visto de perfil.
A Nebulosa Saturno destaca-se pelas suas projeções com a forma de alça, observadas também em outras nebulosas como NGC 6826, que surgem a partir do disco central desde lados opostos. A estrela central, relativamente luminosa, tem magnitude aparente 11,5, com uma luminosidade visual cerca de 20 vezes maior que a do Sol. O seu ténue brilho é devido à distância que nos separa dela e a que emite a maior parte da sua radiação como luz ultravioleta. Enormemente quente, tem uma temperatura de 90 000 K, e constitui o núcleo central do qual uma vez foi uma estrela gigante de grande tamanho; a nebulosa que vemos atualmente não é outra coisa que as camadas interiores da estrela expulsas, modeladas pelos restos do vento estelar procedente da estrela. Com o passar do tempo, irá perdendo brilho até se tornar numa das muitas anãs brancas que povoam o cosmos.Não se sabe com certeza a sua distância a respeito da Terra, estimando-se entre 2400 e 3900 anos luz.
As nebulosas planetárias como NGC 7009 são formadas na etapa final da vida de uma estrela de massa média. É uma etapa muito breve, na qual a estrela, uma vez expulsas as suas camadas exteriores, começa a colapsar e a sua temperatura aumenta. A radiação emitida age como um vento estelar que arrasta a atmosfera exterior da estrela.
NGC 7009 foi descoberta em 1782 por William Herschel, constituindo uma das suas primeiras descobertas. Foi assim designada por Lord Rosse na década de 1840, quando os telescópios melhoraram até o ponto de a forma de Saturno poder ser discernida.